# Miles & Smiles
Miles & Smiles ist das Vielfliegerprogramm der Turkish Airlines, das im Jahre 2000 gestartet wurde.

## Geschichte
Im Jahr 1989 begann Turkish Airlines mit ihren eigenen Vielfliegermeilen, dem „Frequent Flyer“-Programm. Einige Jahre später, 1998, kam es zu einer Zusammenführung mit dem Programm der Swissair und des „Frequent Flyer“ der Turkish Airlines. Die Turkish Airlines ist jedoch im Jahre 2000 aus der Gruppe ausgestiegen und hat daraufhin erneut ihr eigenes Programm unter dem Namen Turkish Airlines Miles & Smiles aufgelegt.

## Meilen
Die Rechnungseinheit des Programms sind „Meilen“. Man unterteilt jedoch in Statusmeilen und Prämienmeilen. Meilen können transferiert werden.

### Statusmeilen
Statusmeilen dienen der Festlegung des Mitgliederstatusses. Diese können nur mit gekauften und abgeflogenen Flugtickets bei Turkish Airlines, den Partner Fluggesellschaften und anderen Star-Alliance-Partnern erworben werden. Bei allen Karten Modellen verfallen die Meilen nach drei Kalenderjahren. Man hat die Möglichkeit, das Ablaufdatum um weitere drei Jahre zu verlängern. Dabei zahlt man pro 1000 Meilen 30 US-Dollar.

### Bonusmeilen
Bonusmeilen sind die durch Kooperationspartnern wie z. B. bei Hotels, Mietwagenunternehmen, Travel Value und Duty Free Shops oder dem Partner gesammelten Meilen, die den gleichen Wert haben wie Statusmeilen.

### Erwerb von Meilen
Die Meilen werden vorrangig wie bei anderen Vielfliegerprogramm durch Flüge, aber auch durch Kreditkartenumsätze gesammelt. Man erhält jedoch höhere Meilen für besondere Flüge, Hotelbuchungen, Einkäufe und Autoanmietungen.
Die Höhe der Meilen, die ein Kunde erhält, hängen von den Flügen und sehr stark von der Buchungsklasse ab. So werden in höheren Klassen grundsätzlich mehr Meilen gutgeschrieben als in niedrigeren. Ebenso wird zwischen einzelnen Tarifen unterschieden. Auf Inlandflügen erhält man unabhängig von der Länge des Fluges oder der Buchungsklasse pauschal in der Economy Class 300 Meilen und in der Business Class 800 Meilen.
Auf europäischen Flügen erhält ein Teilnehmer pro Flug pauschal je nach Buchungsklasse zwischen 125 und 2000 Meilen. Auf interkontinentalen Flügen erhält man je Buchungsklasse das 0,5- bis 3-Fache der Großkreis-Entfernung in Landmeilen. Als Mindestmenge werden bei diesen Flügen zwischen 500 und 1500 Meilen gutgeschrieben, wobei diese vorher mit dem auf der Unternehmenshomepage vorhandenen „Award Calculator“ berechnet werden können.

### Meilen einlösen
Mit den Meilen können z. B. Sitzklassen-Upgrades (Economy → Business) oder Prämienflüge gebucht werden. Ursprünglich waren dies die einzigen Verwendungsmöglichkeiten.
Die Eignung für ein Upgrade ist von der Buchungsklasse abhängig, wofür es bei den teilnehmenden Fluggesellschaften eigene Regelwerke gibt.
Mit dem wachsenden Angebot an „Meilen-Einnahmequellen“ wuchsen auch sukzessive die Verwendungsmöglichkeiten. So kann man heute, genügend Meilen vorausgesetzt, auch ganze Reisen bezahlen.

## Vielfliegerstatus
Miles & Smiles kennt vier Kategorien für Teilnehmer:

### Classic Karte
Classic Card ist die Startkarte des Programmes. Die Karteninhaber haben eine Priorität in der Warteschlange und erhalten Mietwagen der Miles&Smiles Partner vergünstigt. Gegen einen Aufpreis ist der Zugang zur Lounge Istanbul Domestic möglich.

### Classic Plus Karte
Um die Classic Plus Karte zu erhalten, muss man 25.000 Statusmeilen innerhalb der letzten 12 Monate gesammelt haben. Erst dann besteht die kostenlose Möglichkeit eines Upgrades.
Die Classic Plus Karten Inhaber dürfen auf Flügen innerhalb der Türkei am Business Class Counter ihr Check-in durchführen. Sie haben Zugang zu allen Lounges, die Turkish Airlines auf Inlandflügen anbietet. Auch können die Mitglieder bei nationalen und internationalen Flügen 10 kg zusätzliches Gepäck mitnehmen.
Die Mitgliedschaft an diesem Programm ist jedoch auf ein Jahr begrenzt. Wenn der Inhaber 17.000 Meilen innerhalb des ersten Jahres sammelt, verlängert sich die Mitgliedschaft auf zwei Jahre, wobei Ende des zweiten Jahres 35.000 Meilen (während zwei Jahren) gesammelt werden müssen. Erreicht man dies, bleibt man auf dieser Stufe. Falls nicht genügend Meilen gesammelt worden sind, fällt man wieder „herunter“.

### Elite Karte
Alle Reisenden, die 40.000 Meilen in den letzten 12 Monaten gesammelt haben, sind berechtigt die Elite Karte zu erhalten.
Während man bereits mit der Classic Plus Karte in die inländischen Lounges Zugang hatte, ist es nun möglich, in alle Lounges der Star Alliance und Turkish Airlines weltweit zu gehen. Mit der Elite Karte kann ein Mitreisender ebenfalls in die Lounge Istanbul Miles&Smiles. 20 kg zusätzliches Gepäck ist ebenfalls ein Privileg.
Am Hub von Turkish Airlines, dem Flughafen Istanbul, wurde ein eigener Check-In Bereich und ein Fast-Track bei den Passkontrollen und Gates eingerichtet. Auch diese stehen den „Elite“-Kunden zur Verfügung.
Um auf dieser Stufe bleiben zu können, müssen 30.000 Meilen im ersten Jahr oder während zwei Jahren 45.000 Meilen gesammelt werden. Dies gilt nur für Kunden, die in der Türkei leben. Alle anderen müssen nur 25.000 bzw. 37.500 Meilen sammeln.

### Elite Plus Karte
Wer innerhalb eines Jahres 80.000 Meilen sammelt, erhält die Elite Plus Karte. Dies ist höchste Stufe. Das bedeutet, dass der Kunde alle vorherigen Privilegien hat. Zusätzlich darf man den Eingang E mit dem dort separaten Check-In Bereich am Flughafen Istanbul benutzen, erhält zweimal jährlich automatisch ein Kabinen Upgrade und kann 25 kg Zusatzgepäck mitnehmen. Besitzer einer Elite Plus Karte können Familienmitglieder und Freunde auf den Elite Status upgraden lassen. Der Kunde hat folgende Möglichkeiten, seine Stufe zu erhalten: Im ersten Jahr 40.000 Meilen bzw. in den ersten zwei Jahren 60.000 Meilen sammeln.

### Vielfliegerstatus bei Star Alliance
Das Miles & Smiles-Programm ist auch von Gesellschaften der Star Alliance anerkannt, in der Turkish Airlines Mitglied ist.
Meilen können in der Regel auf Flügen der Star Alliance gesammelt werden; hiervon sind einzelne Buchungsklassen mancher Fluglinien ausgeschlossen. Das Erwerben von Prämienflügen ist bei allen Star Alliance-Mitgliedern möglich. Ein Upgrade der Reiseklasse mittels Prämienmeilen kann bei vielen Star Alliance Fluggesellschaften durchgeführt werden.

## Kooperationspartner
Zu den Kooperationspartner gehören Hotels in über 80 Ländern, außerdem Autovermietungen. Mittlerweile ist es möglich die Meilen in diversen Malls, Krankenhäusern, Tankstellen, Universitäten und Buchungsplattformen für Reisen zu sammeln.